# Сборная Барбадоса по футболу
Сборная Барбадоса по футболу (англ. Barbados national football team) — национальная футбольная сборная, представляющая Барбадос в международных матчах по футболу. Контролируется Футбольной ассоциацией Барбадоса.
Ряд сильнейших игроков родились и выросли в Великобритании и были привлечены в состав сборной Барбадоса уже состоявшимися профессионалами, как например защитник «Уиган Атлетик» Эммерсон Бойс или атакующий полузащитник Пол Ифилл, выступавший за «Миллуолл» и «Шеффилд Юнайтед». Большая часть игроков национальной сборной выступает в национальном первенстве.

## Чемпионат мира
- 1930 — 1974 — не участвовала
- 1978 — не прошла квалификацию
- 1982 — не участвовала
- 1986 — снялась с турнира
- 1990 — не участвовала
- 1994 — 2026 — не прошла квалификацию

## Золотой кубок КОНКАКАФ
- 1963—1973 — не участвовала
- 1977 — не прошла квалификацию
- 1981 — снялась с турнира
- 1985—1989 — не участвовала
- 1991 — не участвовала
- 1993 — 2021 — не прошла квалификацию